# Pollo y bolas de masa

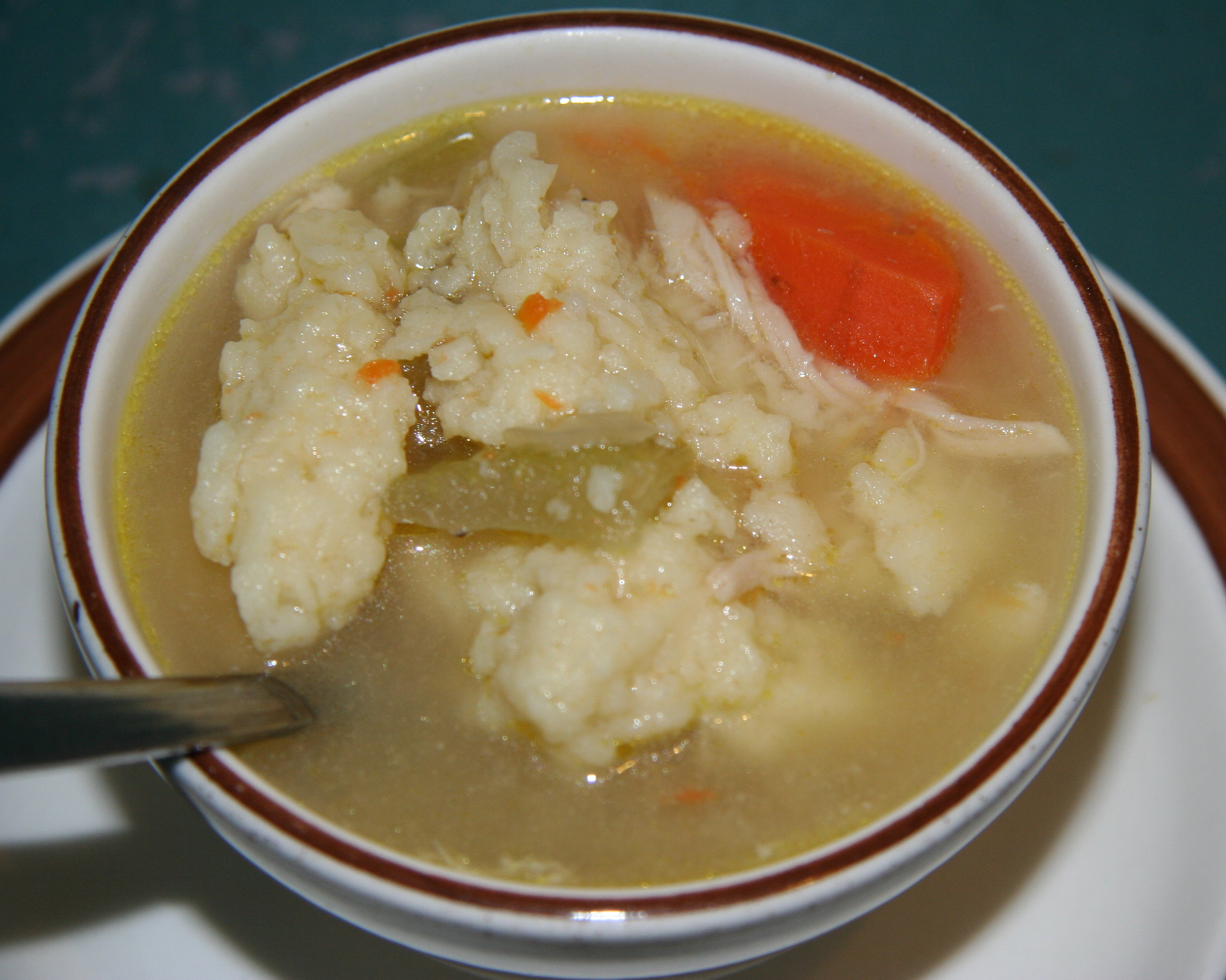
Pollo y bolas de masa.

El pollo y bolas de masa es un plato popular, encontrado comúnmente en el sur de Estados Unidos y en el medio oeste de Estados Unidos. Se le atribuye un origen francocanadiense durante la Gran Depresión. Una bola de masa en este contexto es una mezcla de harina, manteca, y agua o leche, o harina y caldo. La bola se forma por rodamiento, a mano o a máquina. El pollo y bolas de masa se sirve con una combinación de carne de pollo cocida, el caldo producido por la ebullición del pollo, con múltiples bolas de masa, y sal y pimienta para sazonar.

## Distintas versiones

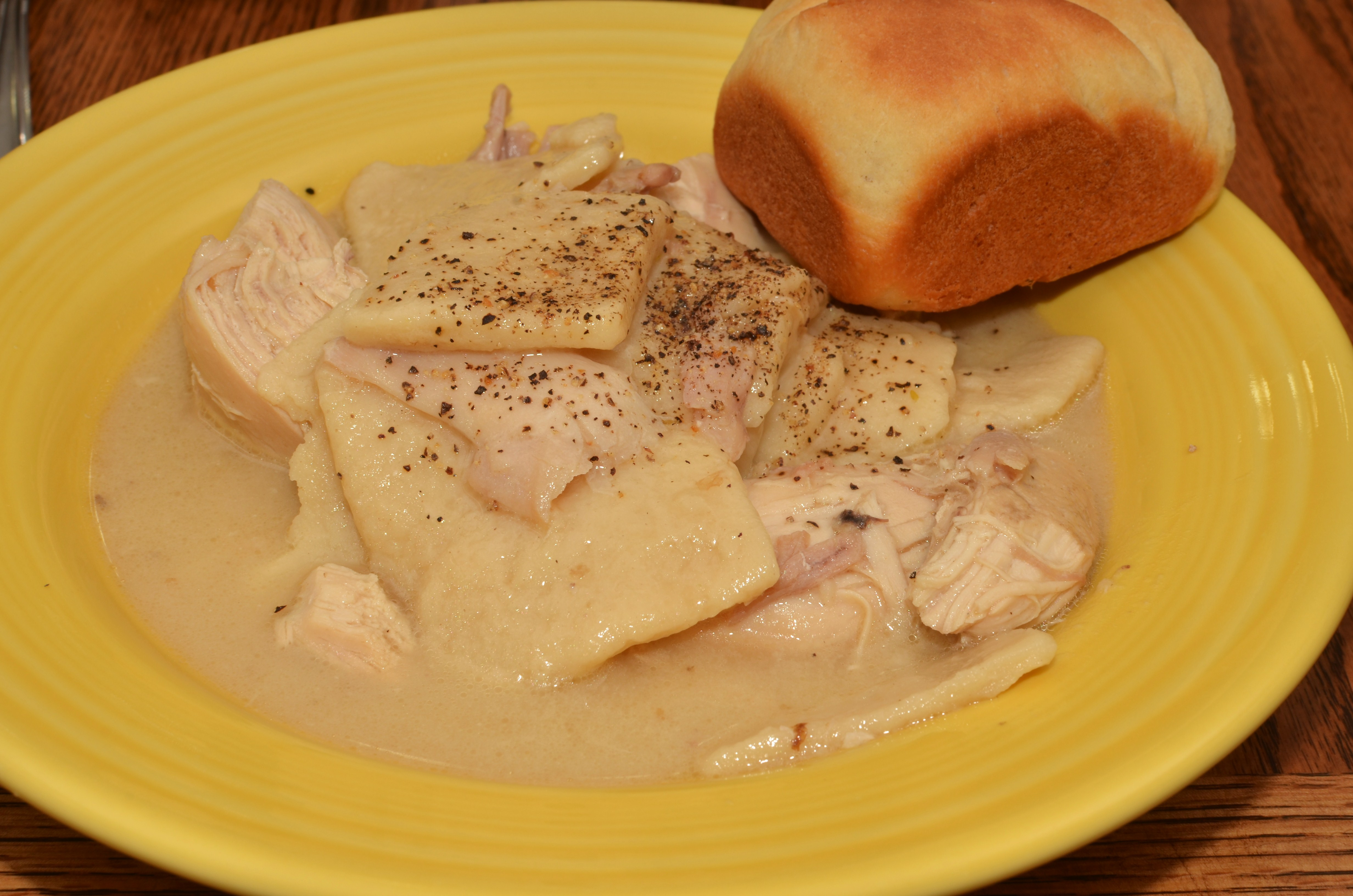
Mmm... chicken dumplings

A pesar de que la bola de masa ha estado durante muchas generaciones, cada cultura tiene su propia forma de individualizar la receta básica. Hay otras versiones internacionales de pollo y bolas de masa. Por ejemplo, la cultura china tiene el Wantán, que es similar al pollo y bolas de masa como se conoce hoy en día. Además, el plato iraní-judío, llamado Gondi, incluye bolas matzah, que también son comunes en Europa Central.
Desde la creación de la bola de masa, varias carnes desde el pollo lo han acompañado, como carne de res, carne de cordero y carne de cerdo.